# Dobra (Powiat Turecki)
Dobra (1943–1945 Doberbühl) ist eine Stadt in Polen in der Woiwodschaft Großpolen.

## Geographie
Die Stadt liegt etwa 60 Kilometer nordwestlich von Łódź und 130 Kilometer südöstlich von Posen. Dobra liegt etwa 123 Meter über dem Meeresspiegel.

## Geschichte
Die erste urkundliche Erwähnung des Ortes stammt aus dem Jahr 1381. Im Jahr 1392 wurde der Ort erstmals als Stadt bezeichnet. Dobra war eine nach Magdeburger Recht angelegte Privatstadt. 1521 siedelten sich die ersten Juden in der Stadt an. Ein Brand vernichtete etwa 1538 große Teile der Stadt. 1626 brach eine Cholera-Epidemie aus welche viele Einwohner tötete. Eine weitere Cholera-Epidemie folgte 1708. Im Rahmen der Zweiten Teilung Polens kam die Stadt 1793 unter preußische Hoheit. 1807 wurde die Stadt Teil des Herzogtums Warschau. 1810 eröffnete die erste Grundschule in Dobra. Fünf Jahre später wurde die Stadt dann Teil des neu gebildeten Kongresspolen. Nach der Niederschlagung des Januaraufstands durch russische Truppen verlor der Ort 1867 sein Stadtrecht. Am 15. Mai 1905 nahm die erste Feuerwehr Dobras ihre Arbeit auf. Die Errichtung der Pfarrkirche wurde 1912 abgeschlossen. Nach dem Ersten Weltkrieg wurde die Stadt Teil des wieder errichten Polens und administrativ der Woiwodschaft Łódź zugeordnet.
Im September 1939 wurde die Stadt von der Wehrmacht besetzt. Am 21. Januar 1945 marschierte die Rote Armee in die Stadt ein welche in der Folge Teil der Volksrepublik Polen wurde.
| Jahr          | 1793 | 1807 | 1820 | 1850 | 1860 | 1865 | 1880 | 1910 | 1926 | 1961 | 2006 |
| Einwohnerzahl | 900  | 881  | 1897 | 2265 | 2380 | 2558 | 4526 | 3893 | 3486 | 1584 | 1496 |

## Gemeinde
Die Stadt-und-Land-Gemeinde Dobra besitzt eine Fläche von 131,79 km², auf welcher etwa 6400 Menschen leben.

## Bauwerke
Die Pfarrkirche der Stadt wurde in den Jahren 1905 bis 1912 errichtet.

## Verkehr
Die Stadt liegt an der Landesstraße 83 (droga krajowa 83), die von Turek nach Sieradz führt. Der nächste internationale Flughafen ist der 60 Kilometer südöstlich von Dobra befindliche Władysław-Reymont-Flughafen Łódź.